# 160. Preis der Diana 2018

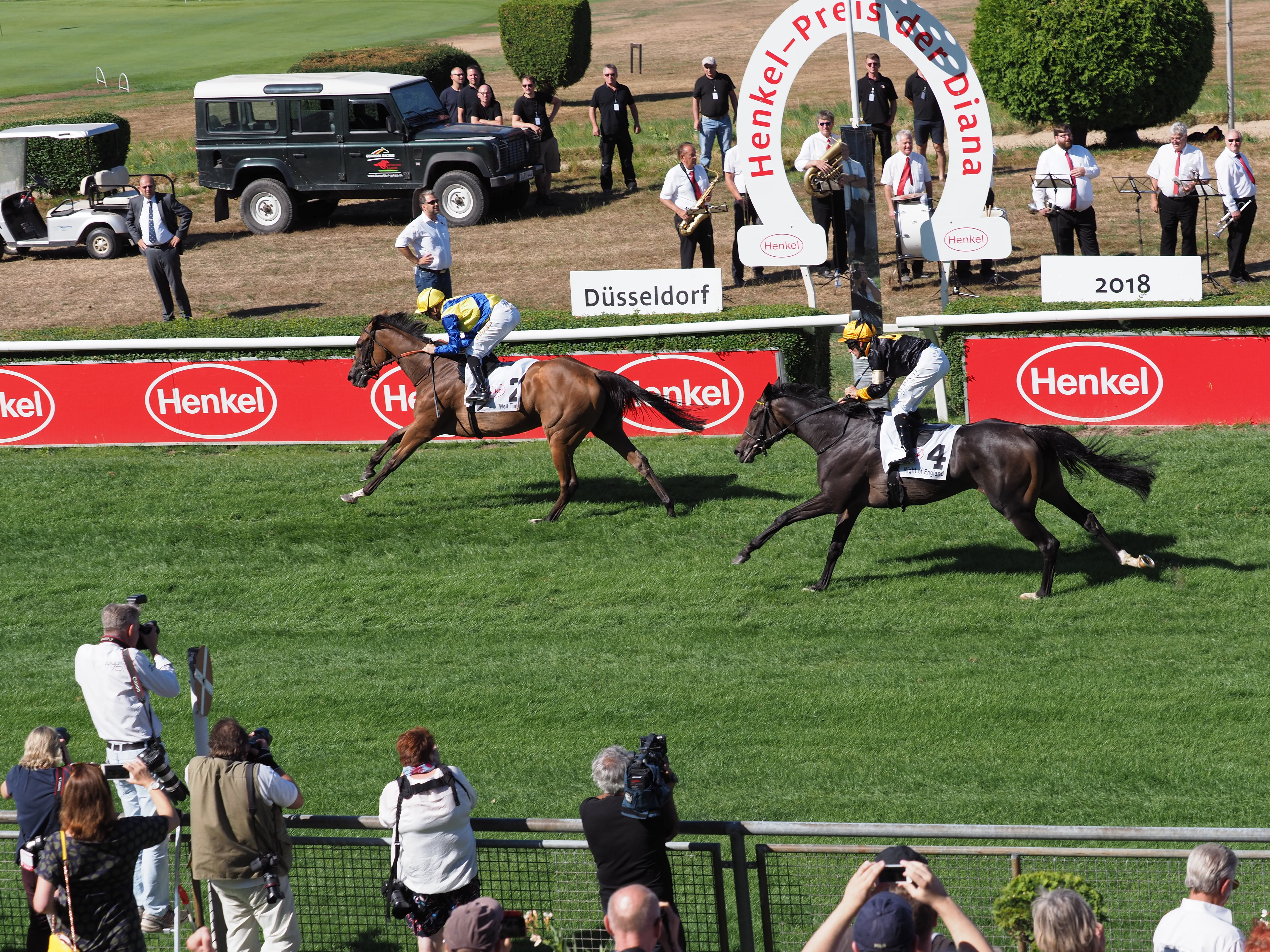
Well Timed siegt vor Night of England, 2018

Der 160. Preis der Diana 2018 (voller Name 160. Henkel-Preis der Diana - German Oaks) fand am 5. August auf der Galopprennbahn Düsseldorf-Grafenberg statt. Es gewann die Stute Well Timed unter Jockey Filip Minarik. Es war das 160. Rennen des seit 1857 ausgetragenen Preis der Diana. Das Stutenrennen war mit einer Summe von 500.000 € dotiert.

## Resultate 2018
Es gewann für den Stall Ullmann die von Jean-Pierre Carvalho trainierte Stute Well Timed (Holy Roman Emperor – Wells Present) vor Night of England und Wonder of Lips. Die Siegerin Well Timed wurde von Jockey Filip Minarik geritten.
| Platz | Pferd                 | Nr. | Box | Abstand   | Gewinn    | Besitzer             | Trainer              | Jockey            | Gewicht | Quote |
| ----- | --------------------- | --- | --- | --------- | --------- | -------------------- | -------------------- | ----------------- | ------- | ----- |
| 1     | Well Timed            | 2   | 11  | leicht    | 300.000 € | Stall Ullmann        | Jean-Pierre Carvalho | Filip Minarik     | 58,0 kg | 3,2   |
| 2     | Night of England (GB) | 4   | 7   | 1¾ Längen | 100.000 € | Stall Route 66       | H. Grewe             | Andrasch Starke   | 58,0 kg | 5,3   |
| 3     | Wonder of Lips        | 5   | 3   | 2½ Längen | 50.000 €  | Stall Lintec         | Andreas Suborics     | Alexander Pietsch | 58,0 kg | 22,0  |
| 4     | Sword Peinture        | 6   | 8   | 1/2 Länge | 27.000 €  | Gestüt Wittekindshof | Andreas Wöhler       | J. Bojko          | 58,0 kg | 14,0  |
| 5     | Barista               | 9   | 2   | 1 Länge   | 13.000 €  | Capricorn Stud       | J. Hirschberger      | M. Seidl          | 58,0 kg | 34,8  |
| 6     | Felora                | 10  | 10  | 1/2 Länge | 10.000 €  | Gestüt Etzean        | Andreas Wöhler       | M. Lerner         | 58,0 kg | 40,8  |
| 7     | Viva Gloria           | 8   | 1   | 4¾ Längen |           | Gestüt Auenquelle    | J. Hirschberger      | L. Delozier       | 58,0 kg | 8,2   |
| 8     | Sand Zabeel (IRE)     | 1   | 12  | 7 Längen  |           | J. Abdullah          | Andreas Wöhler       | Eduardo Pedroza   | 58,0 kg | 4,2   |
| 9     | Come on City          | 12  | 9   | 1¾ Längen |           | Team Valor           | E. Kurdu             | M. Cadeddu        | 58,0 kg | 9,5   |
| 10    | Dina                  | 3   | 5   | 1/2 Länge |           | Gestüt Röttgen       | Markus Klug          | A. de Vries       | 58,0 kg | 6,1   |
| 11    | Area                  | 11  | 4   | 5 Längen  |           | Gestüt Ittlingen     | J. Hirschberger      | M. Pecheur        | 58,0 kg | 41,2  |

## Bilder der Diana-SiegerinWell Timed

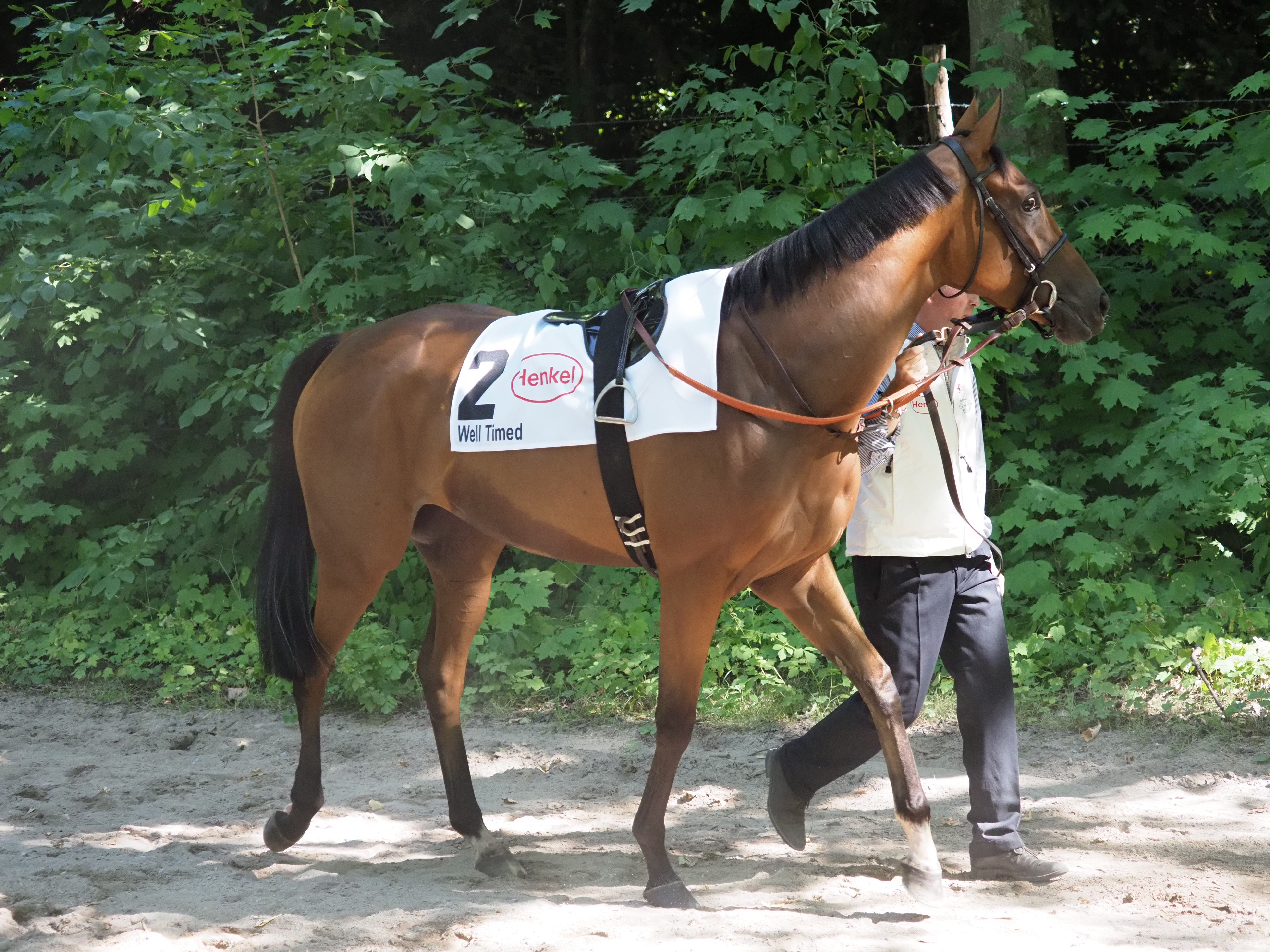
Well Timed auf dem Weg zum Führring
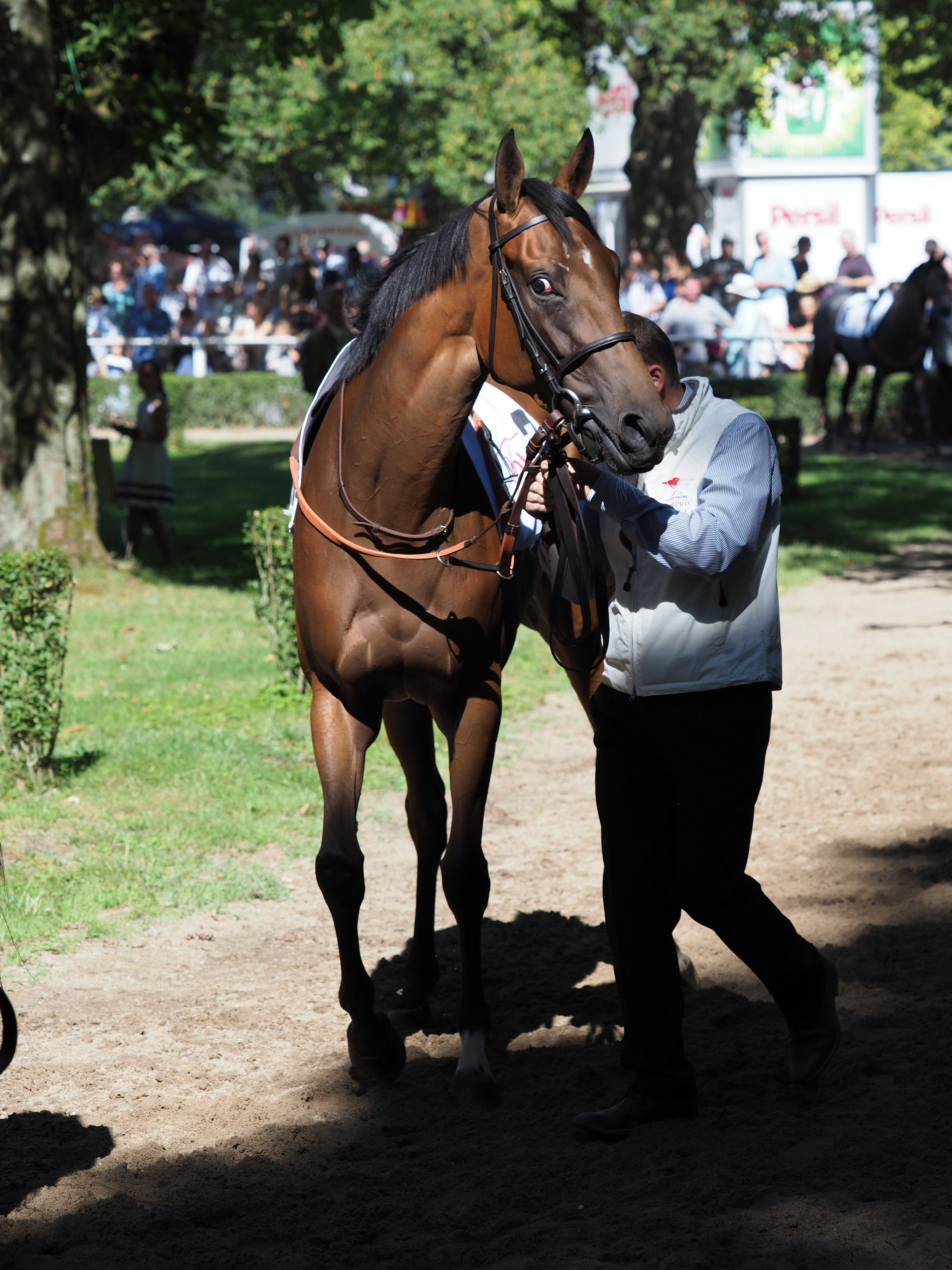
Well Timed im Führring
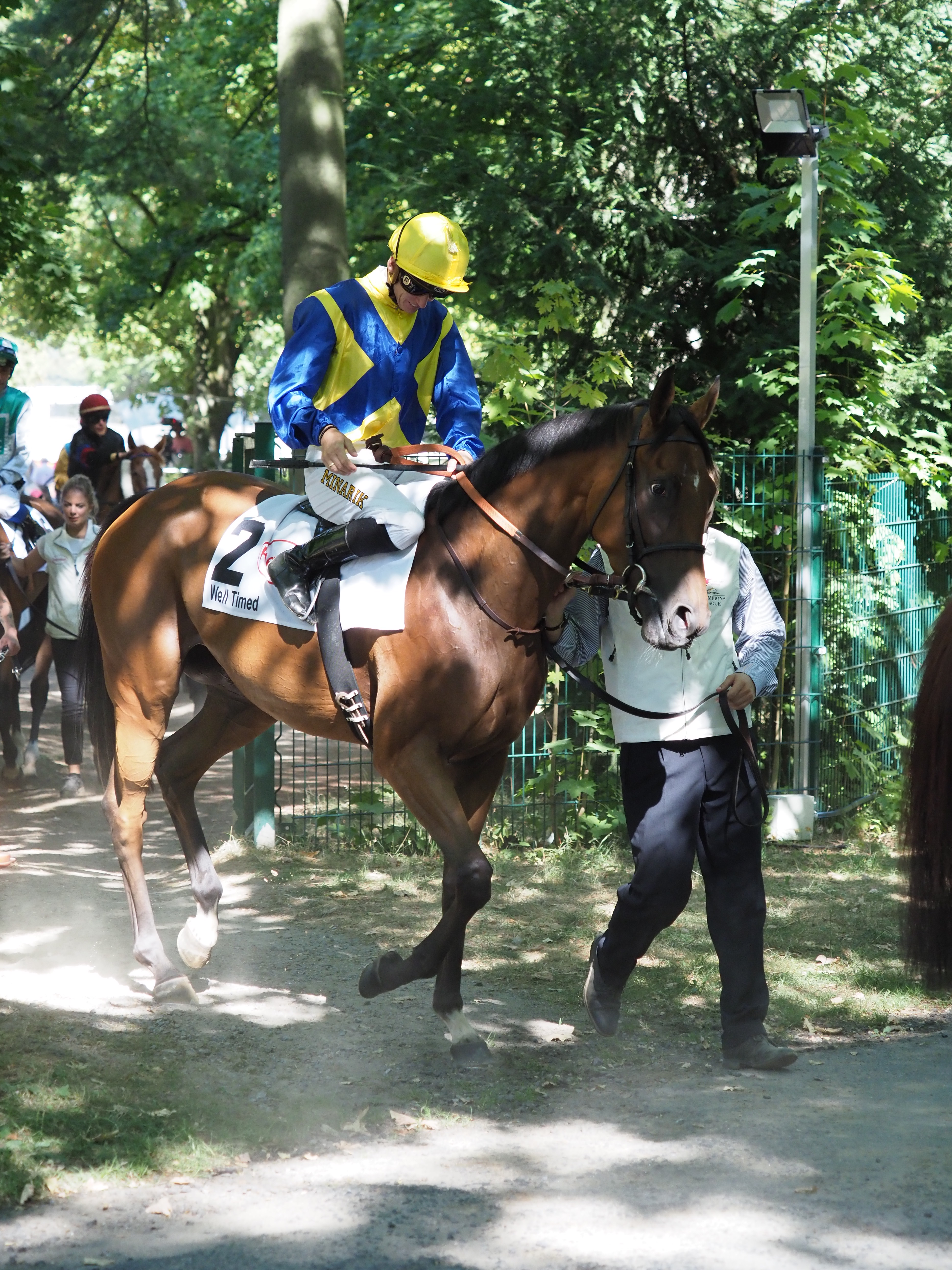
Well Timed mit Jockey Filip Minarik
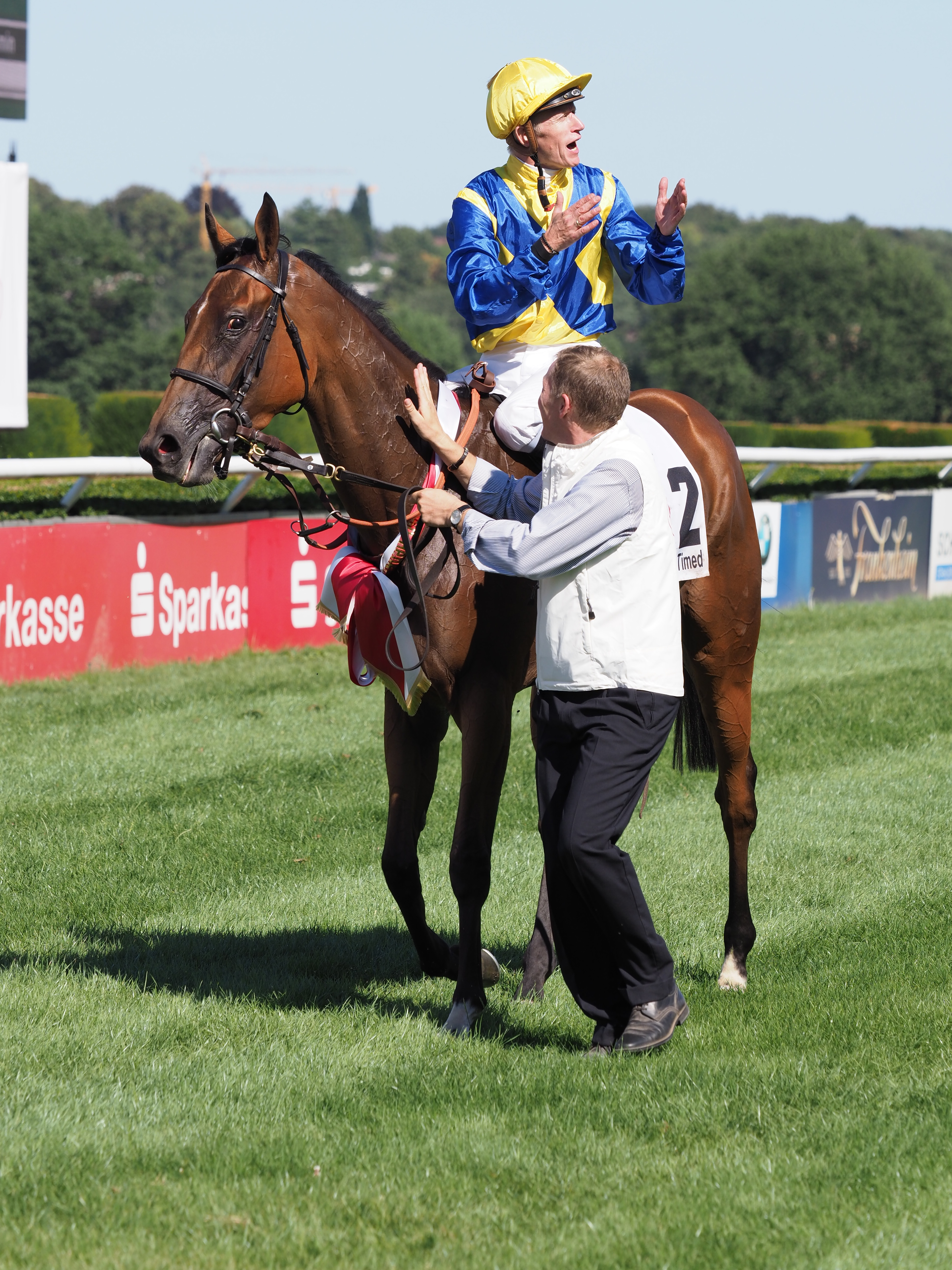
Nach dem Rennen mit Jockey Filip Minarik
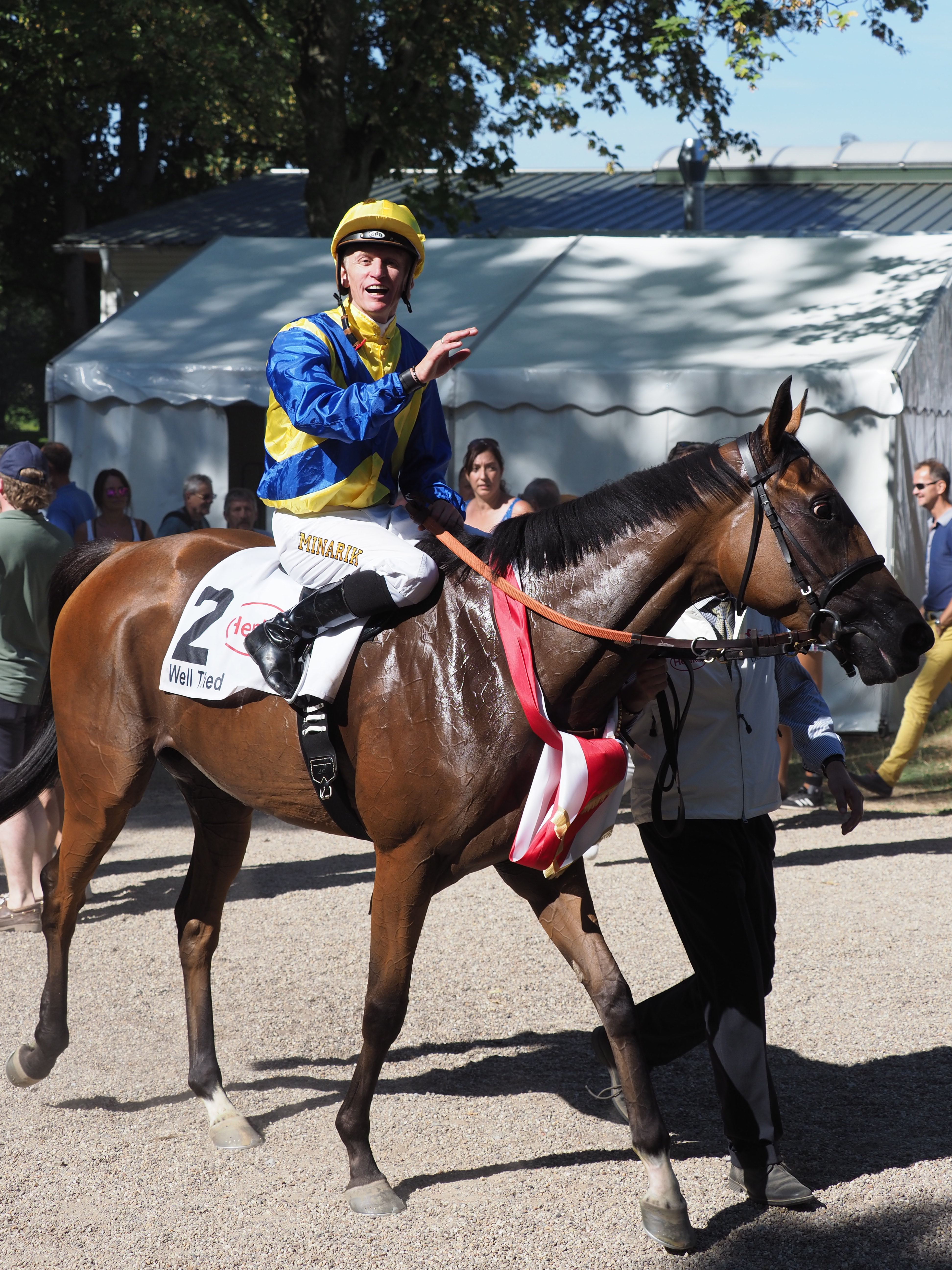
Im Absattelring mit Jockey Filip Minarik
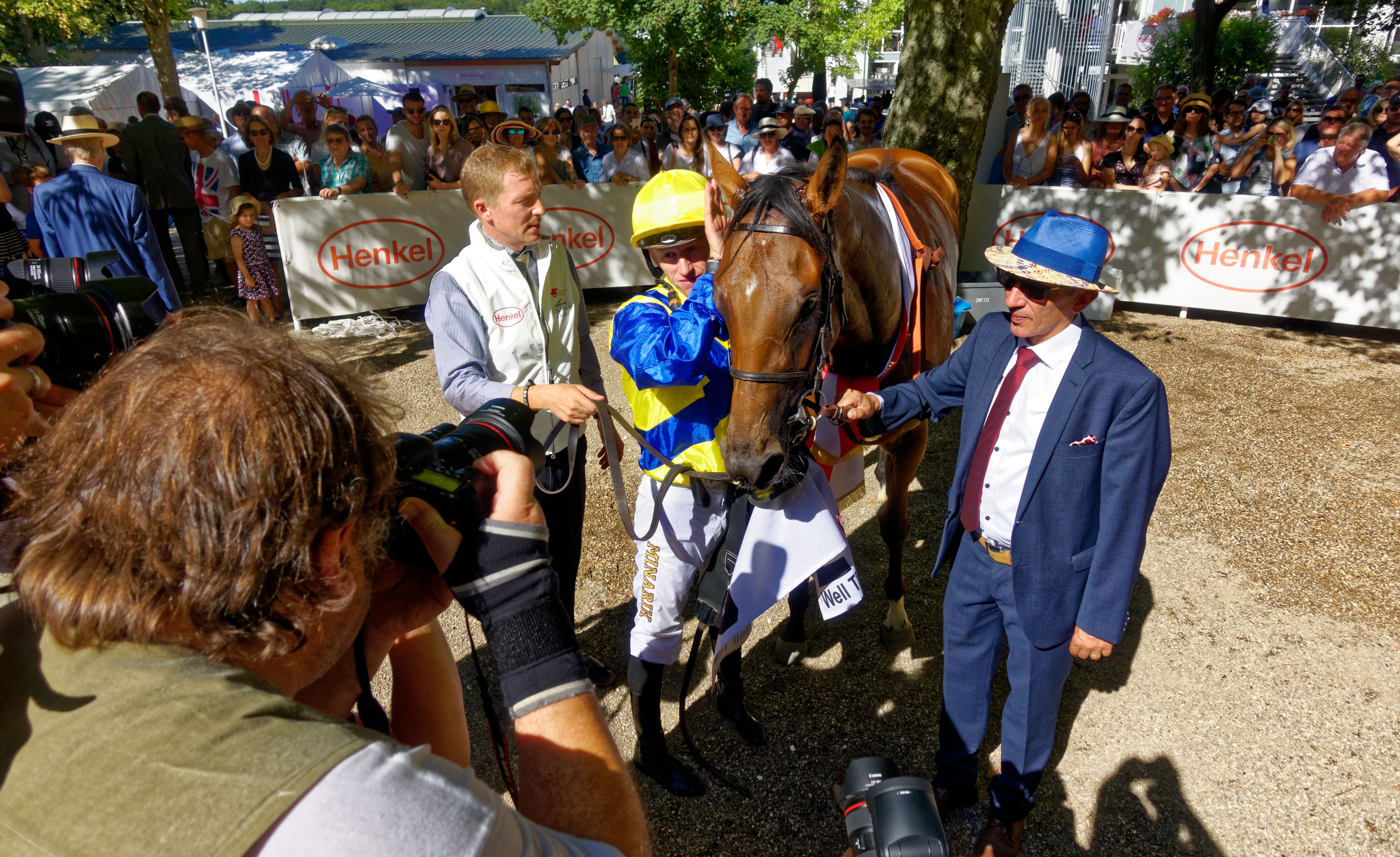
Absattelring mit Trainer Jean-Pierre Carvalho

## Bilder der ZweitplatziertenNight of Englandund DrittplatziertenWonder of Lips

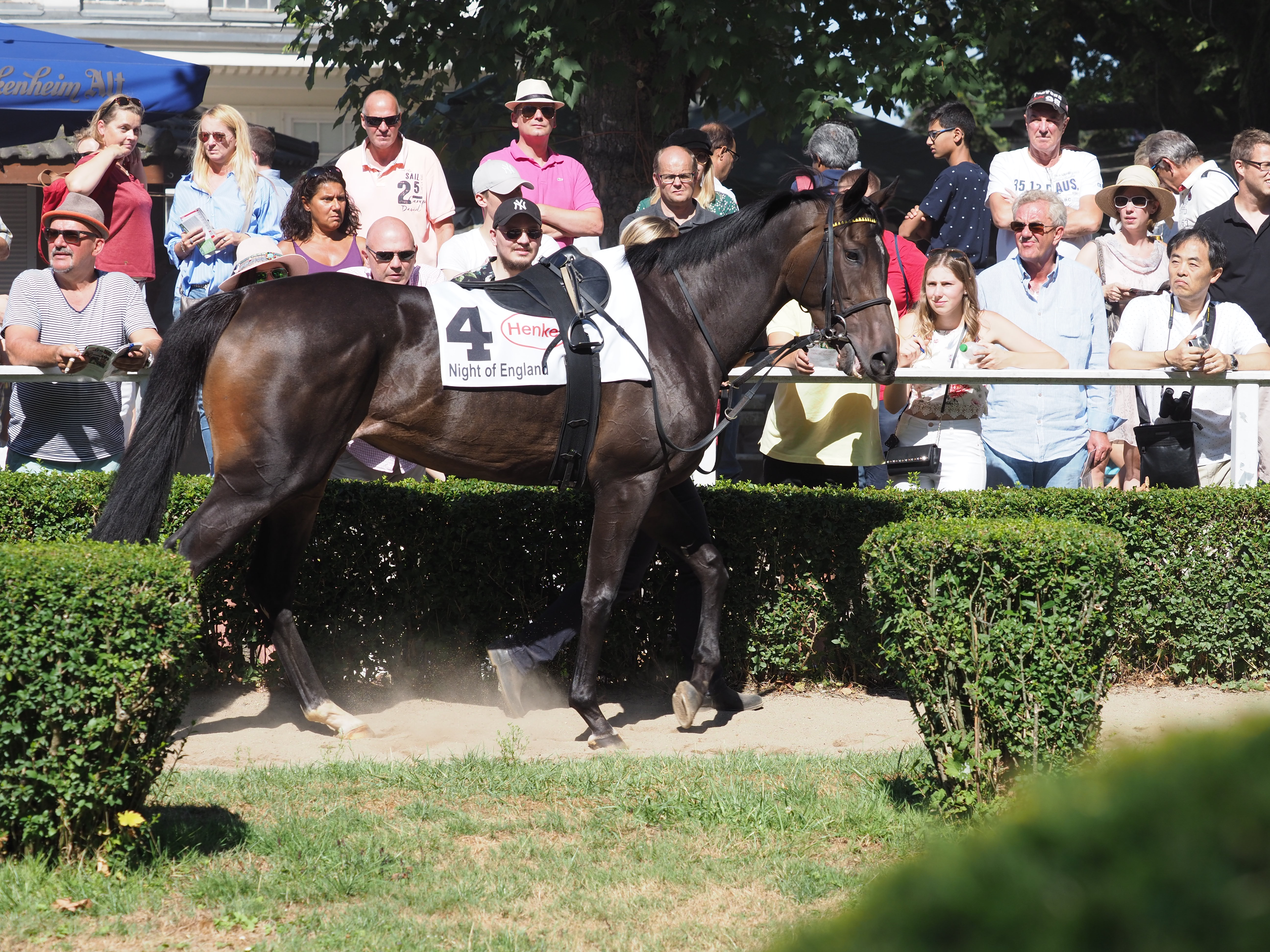
Night of England
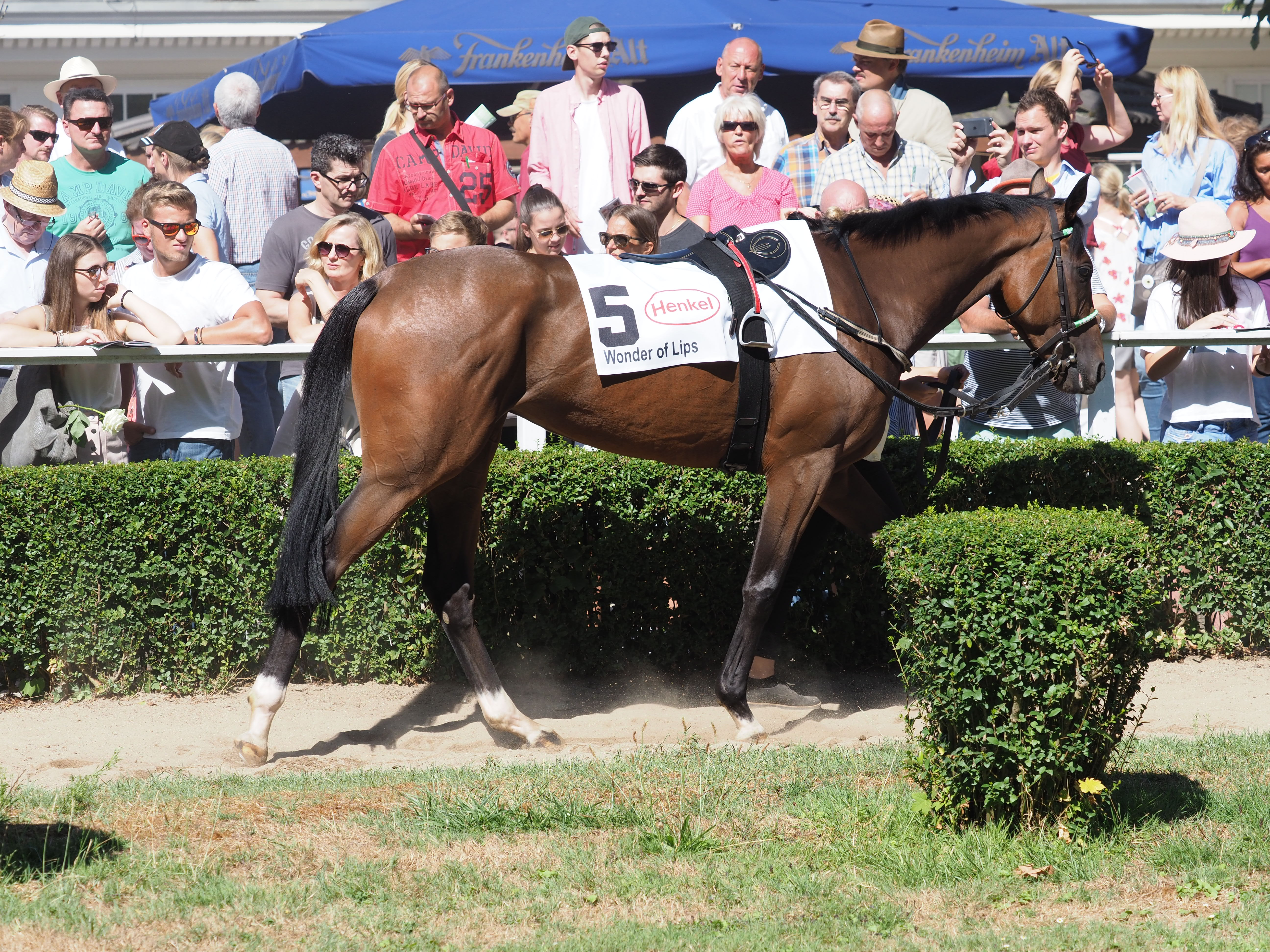
Wonder of Lips

## Bilder vom Rennen

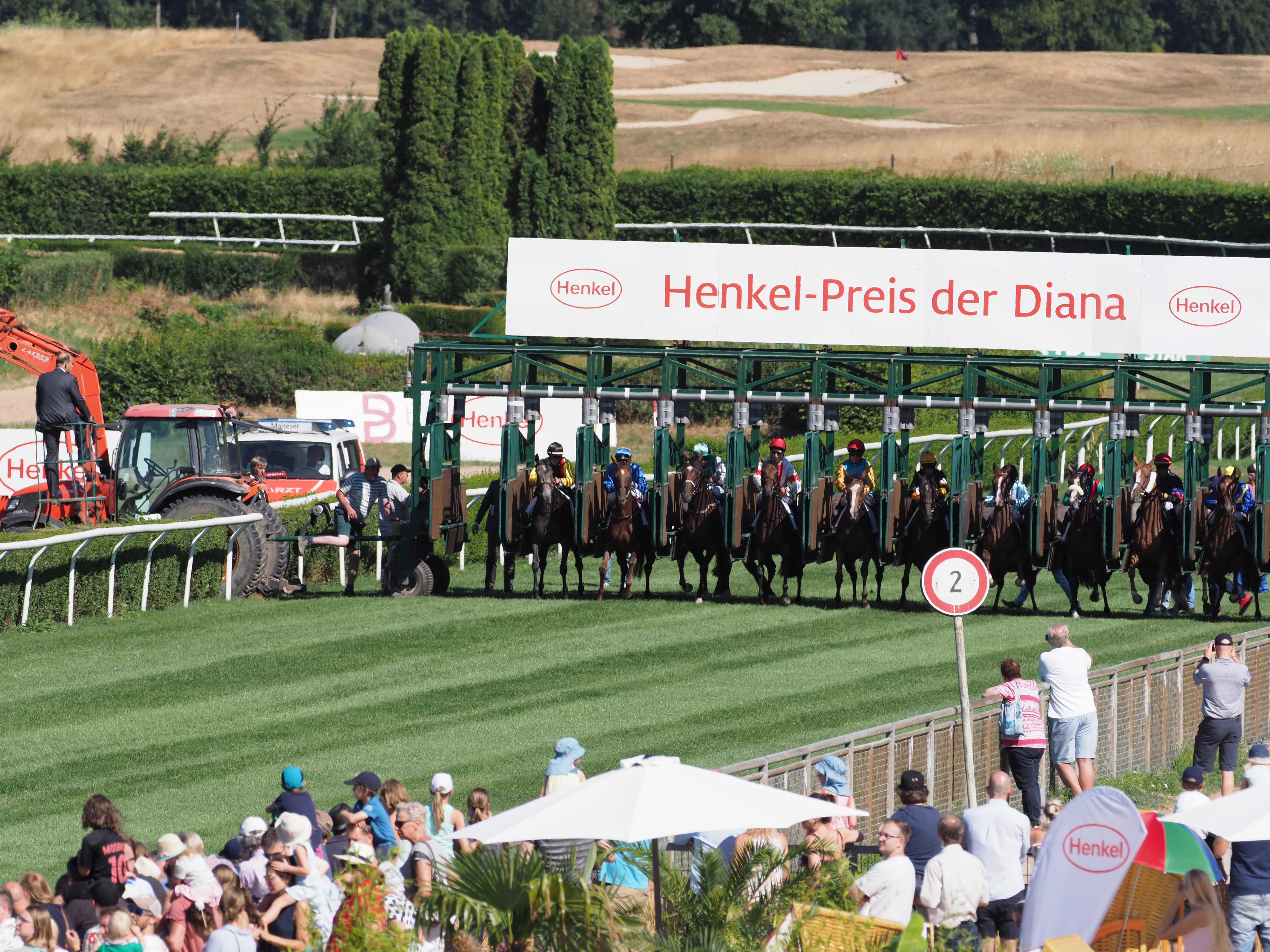
Start
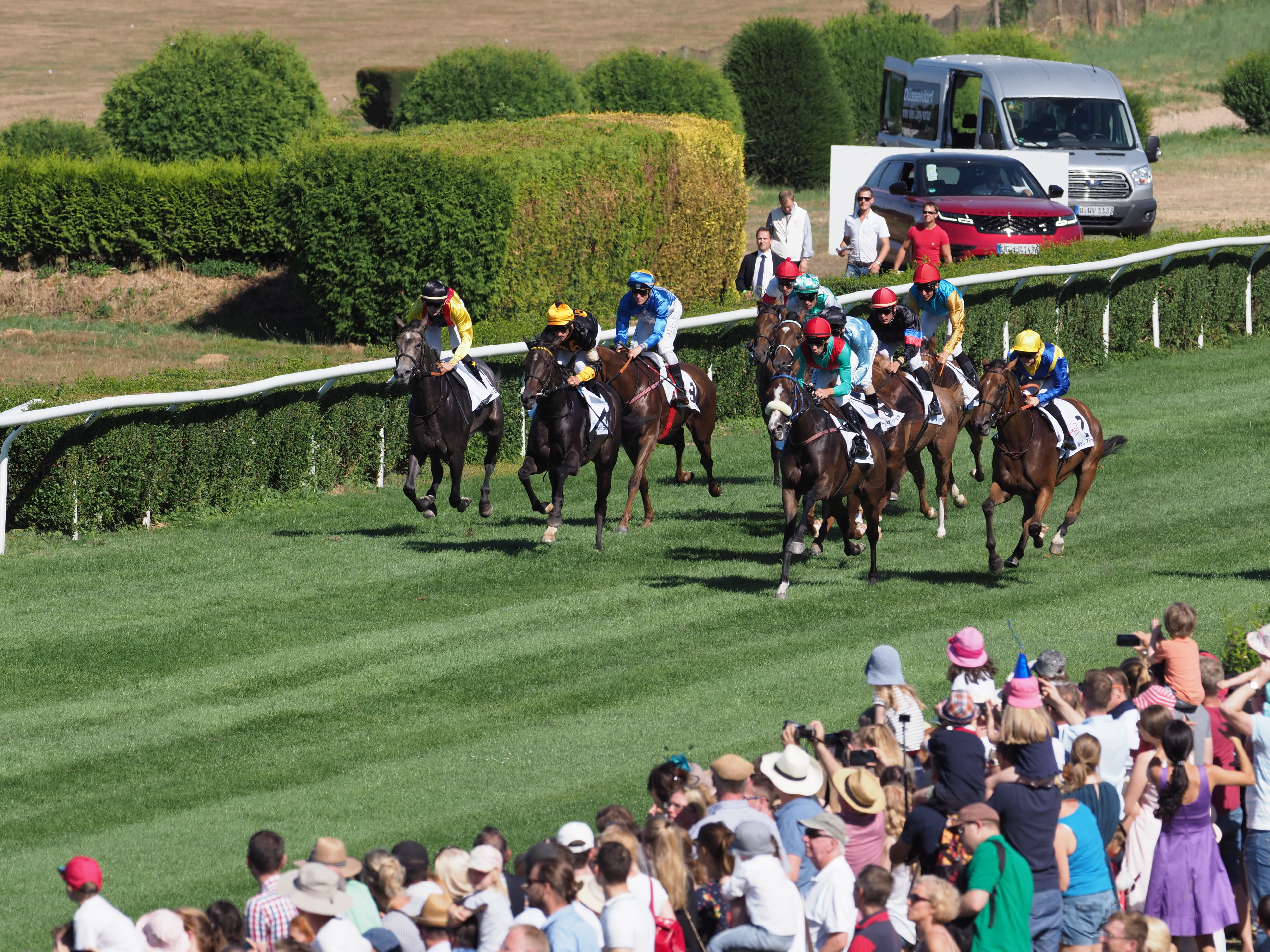
Das Feld sortiert sich nach dem Start
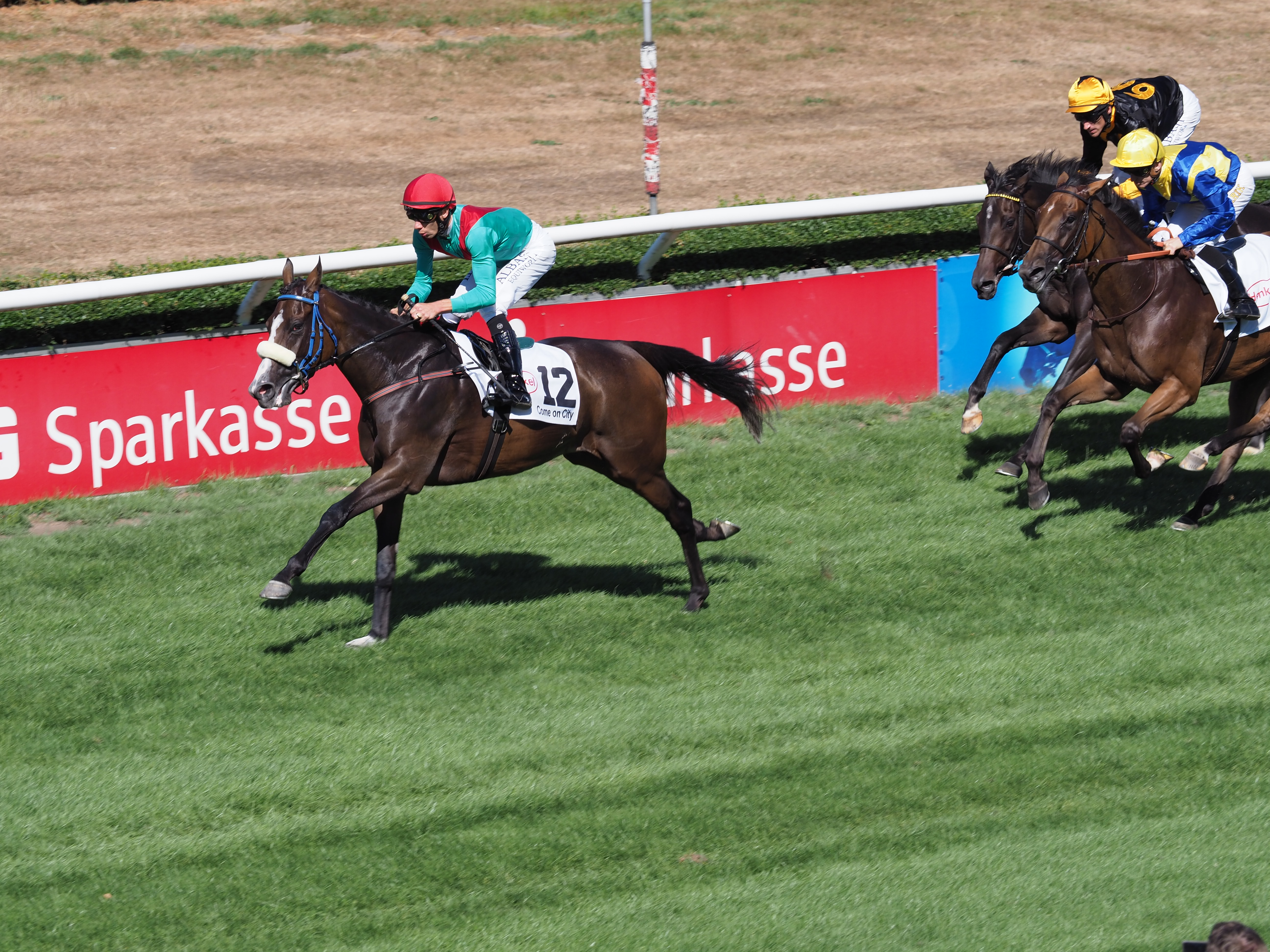
Lokalmatadorin Come On City übernimmt die Führung
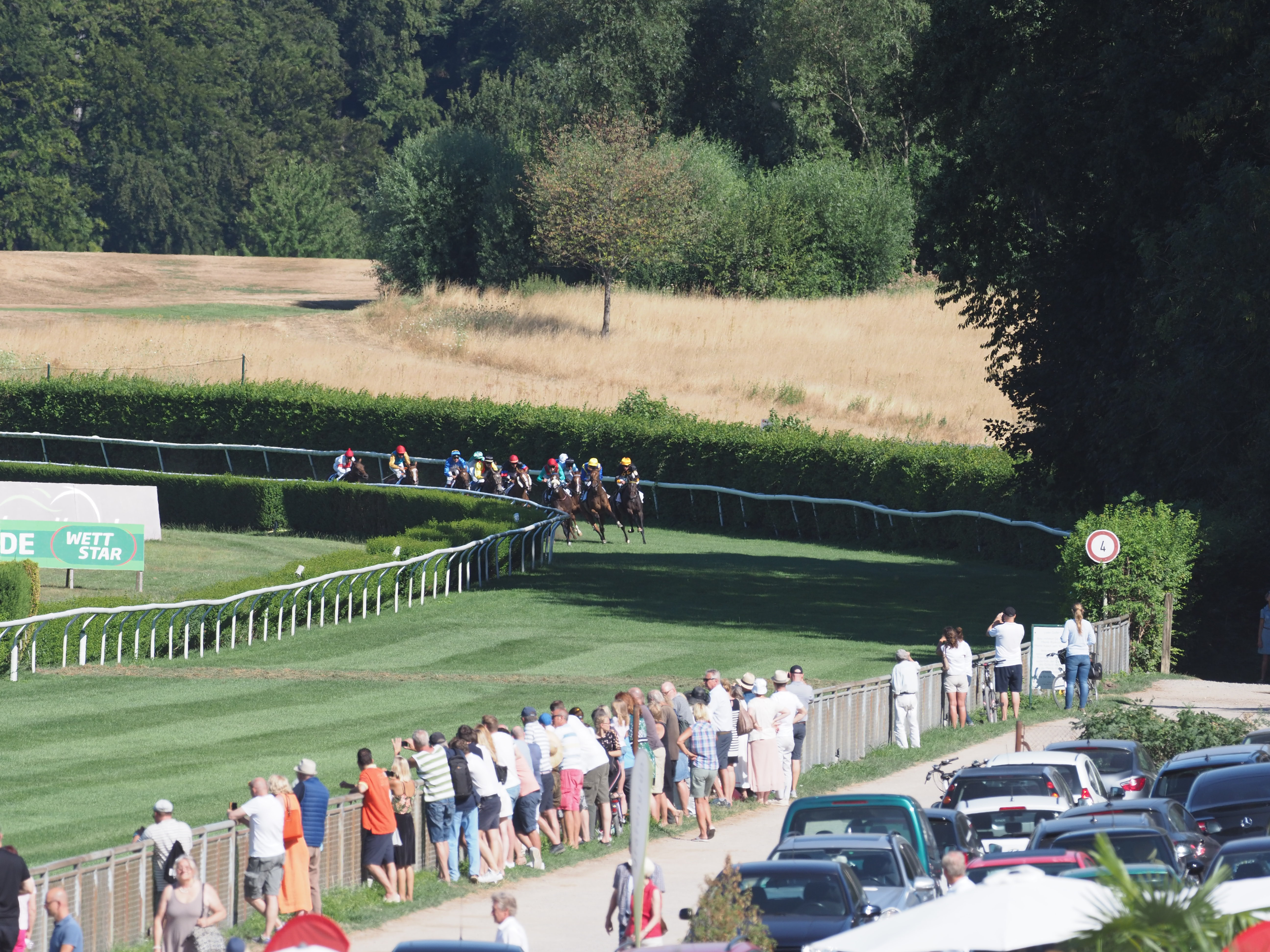
Die Pferde biegen auf die Zielgerade ein
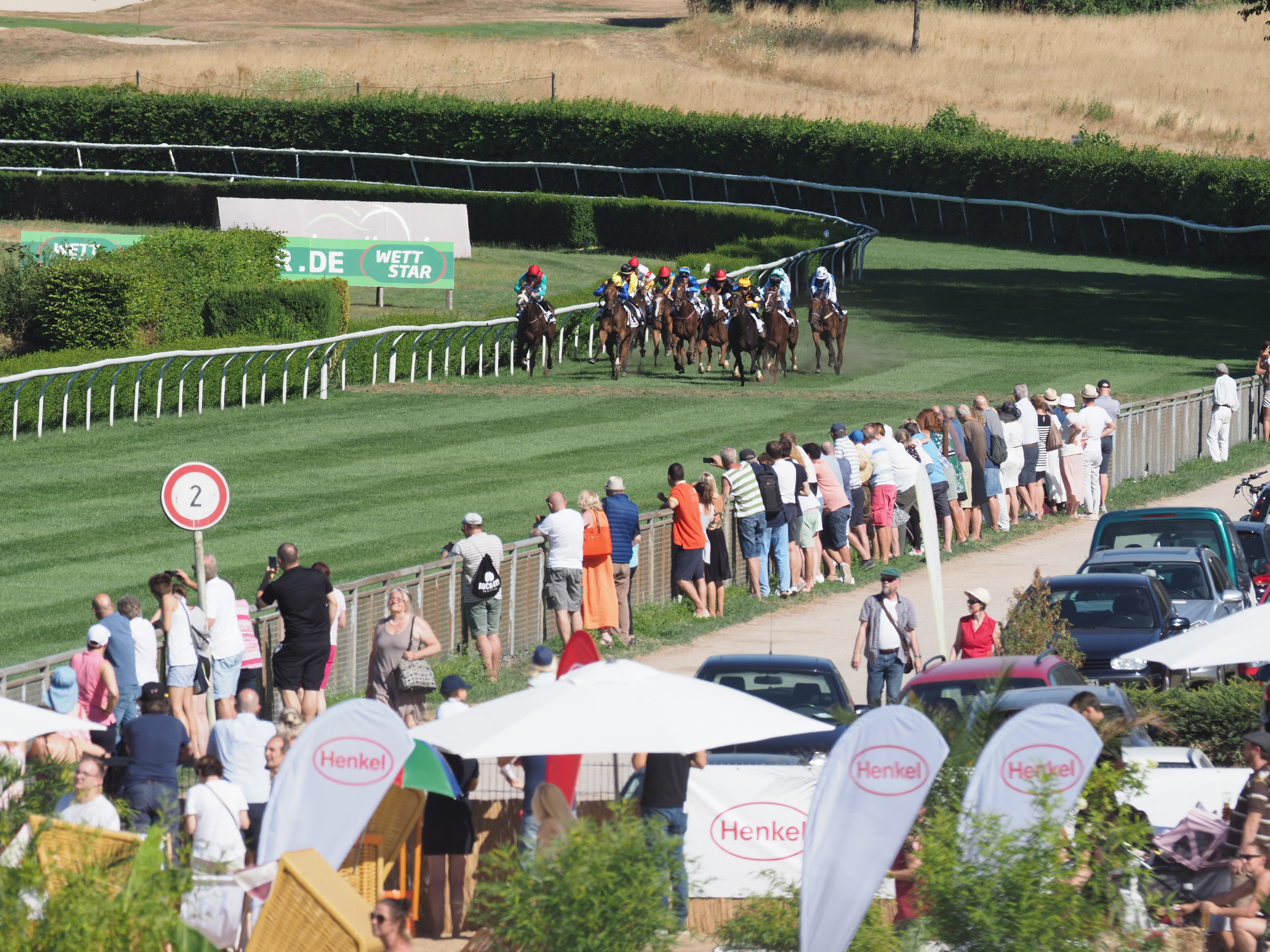
Der Endkampf beginnt
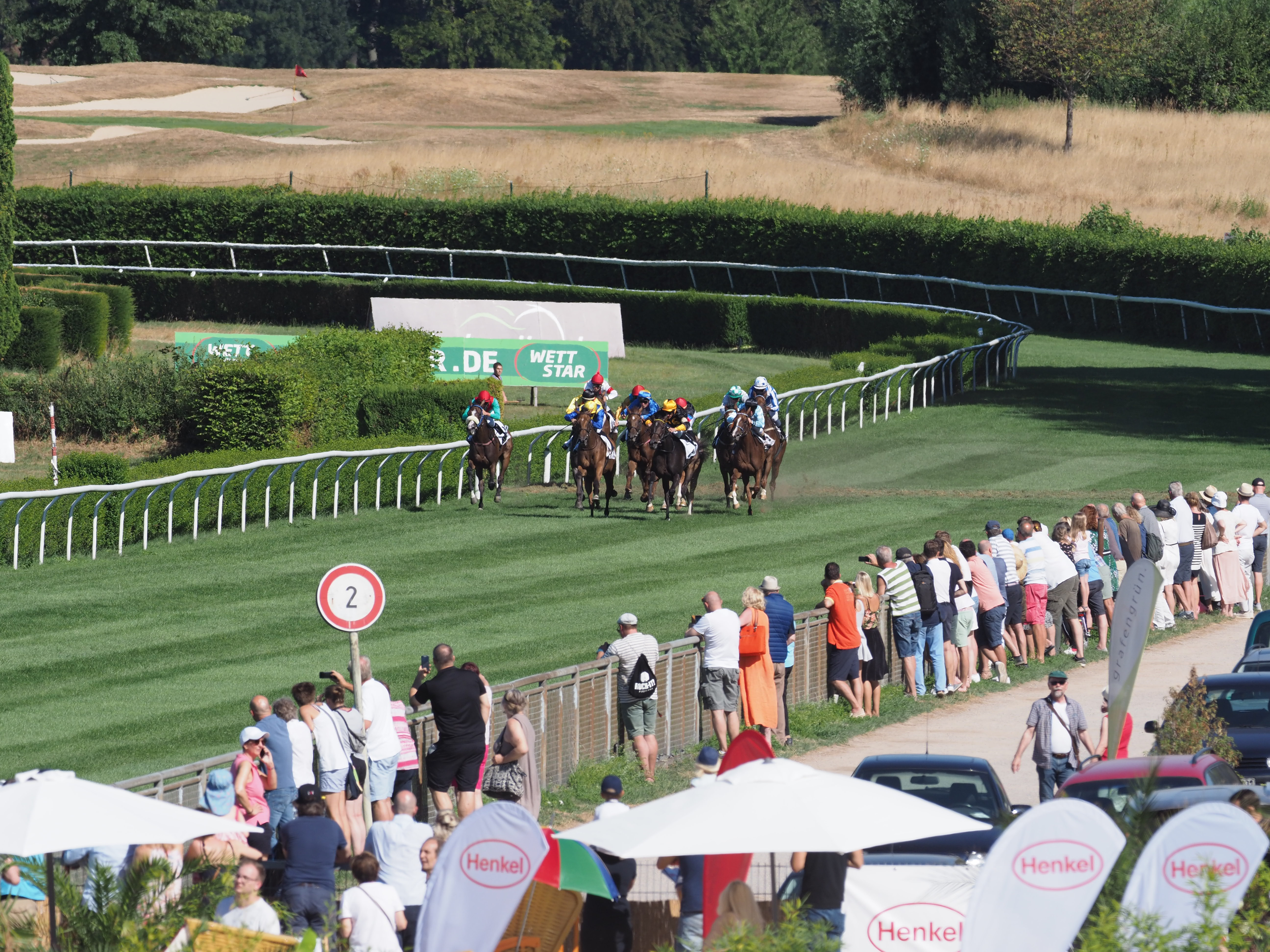
Well Timed und Night of England drängen nach vorne
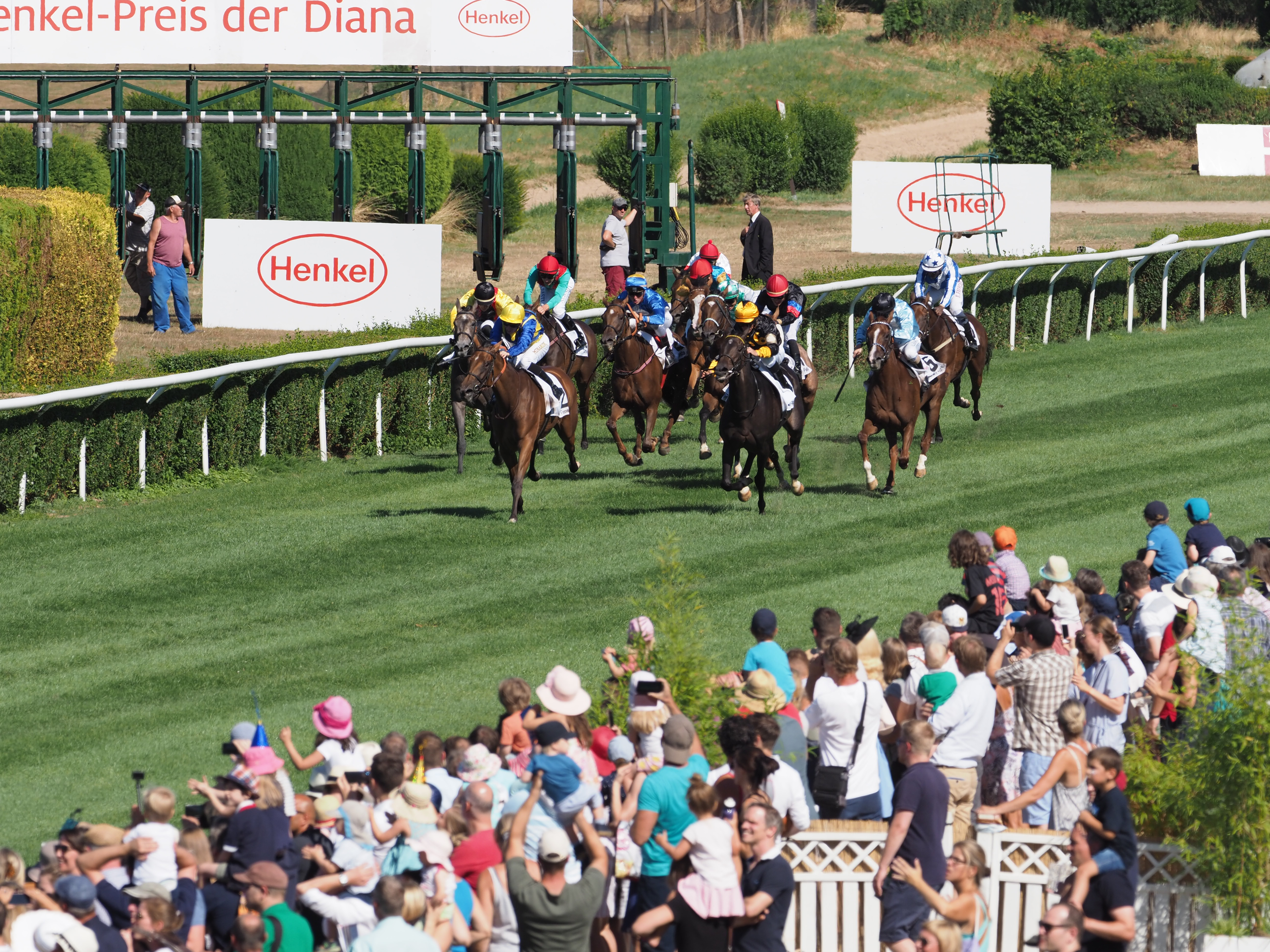
Well Timed übernimmt die Führung
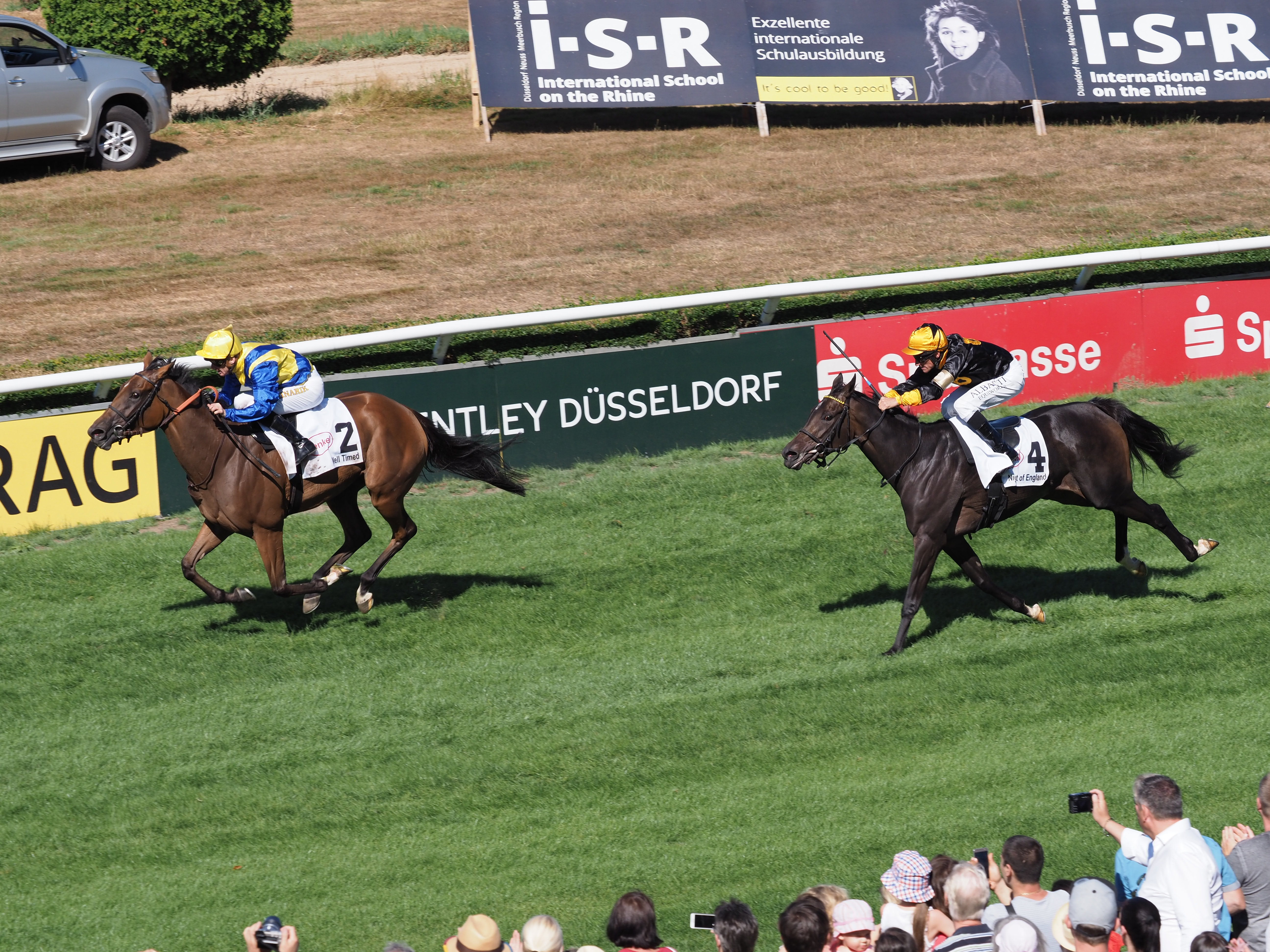
Well Timed & Night of England können sich absetzen
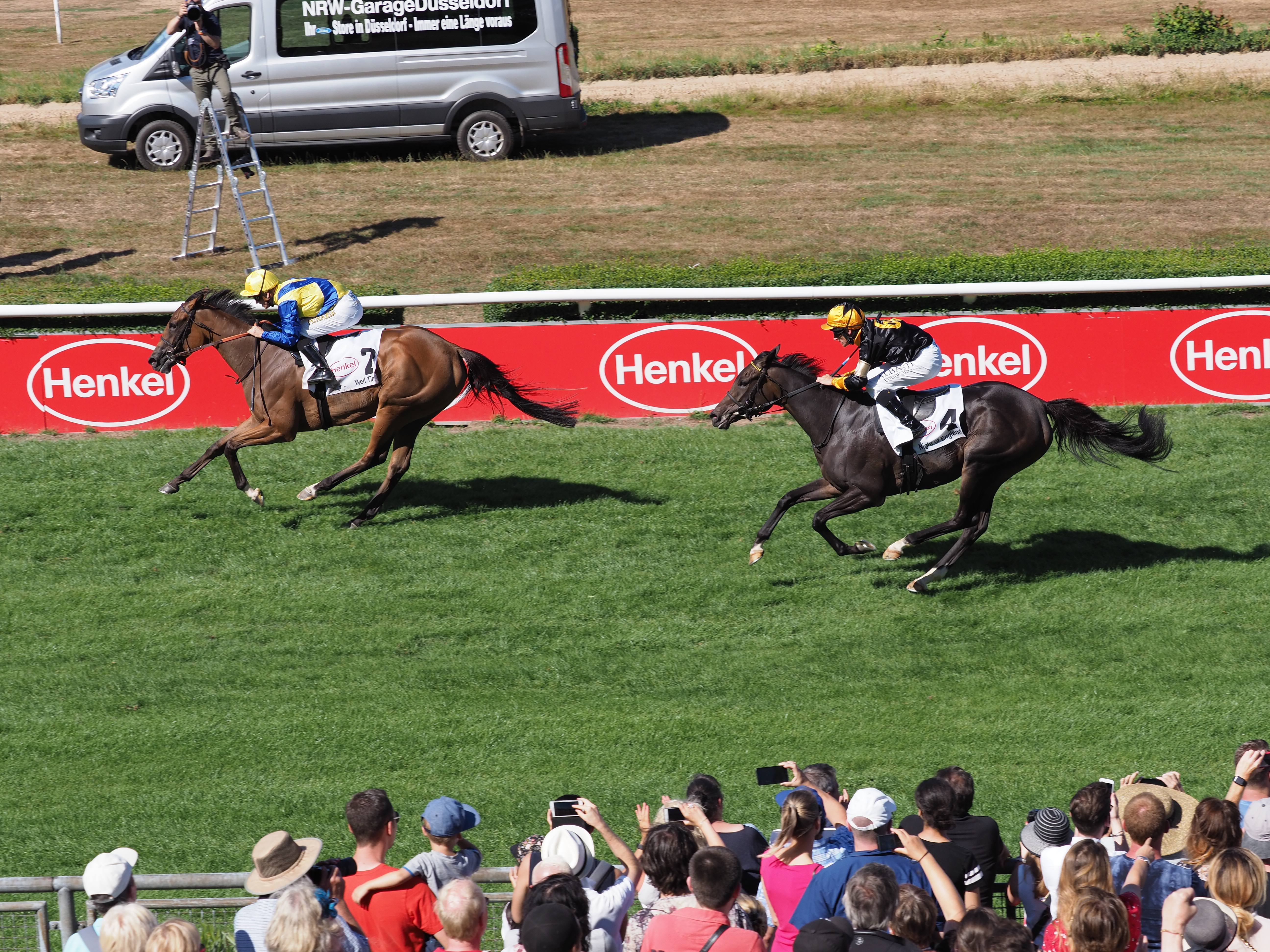
Well Timed & Night of England vor dem Zielpfosten

## Bilder von der Siegerehrung

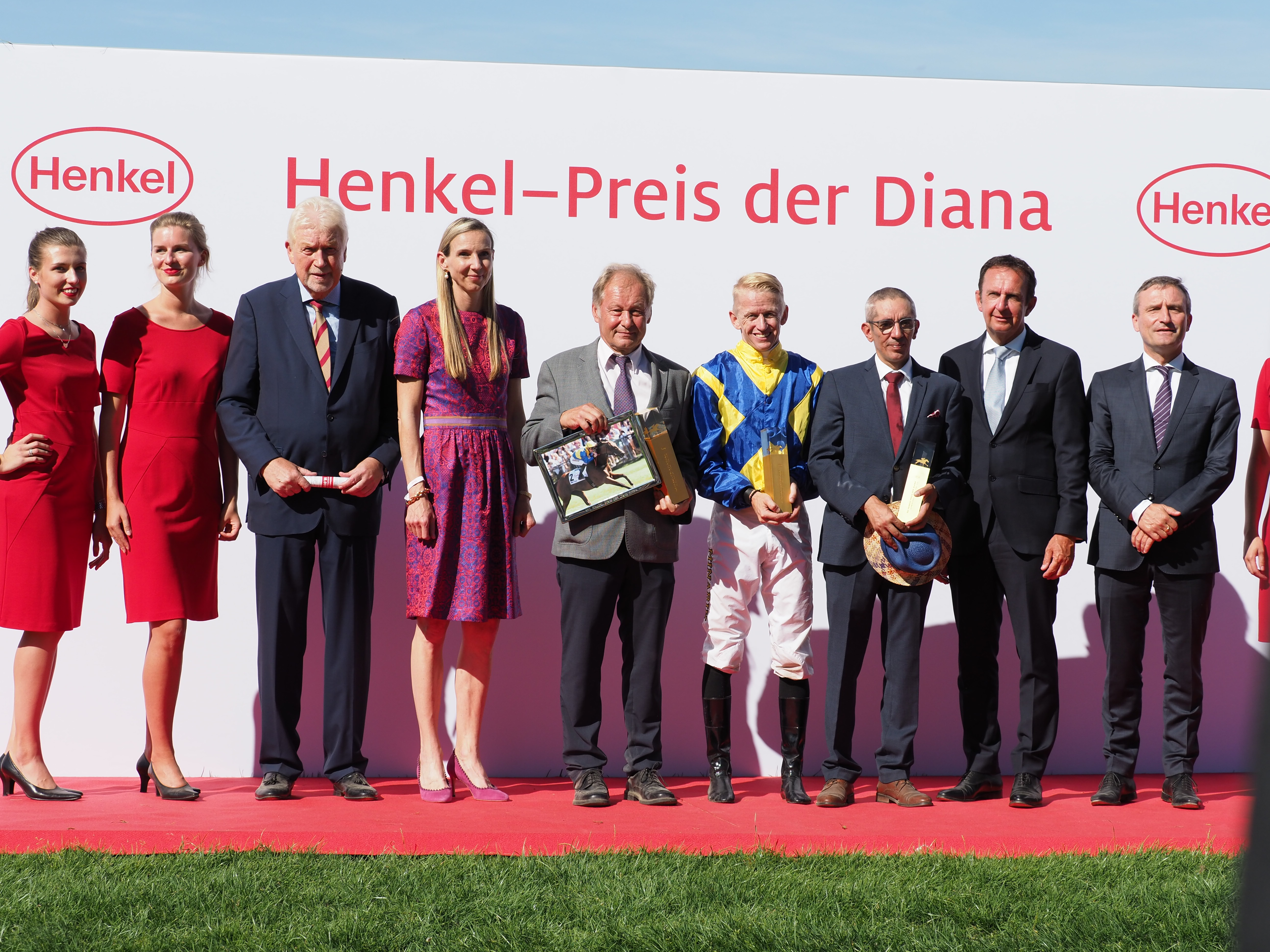
Siegerehrung
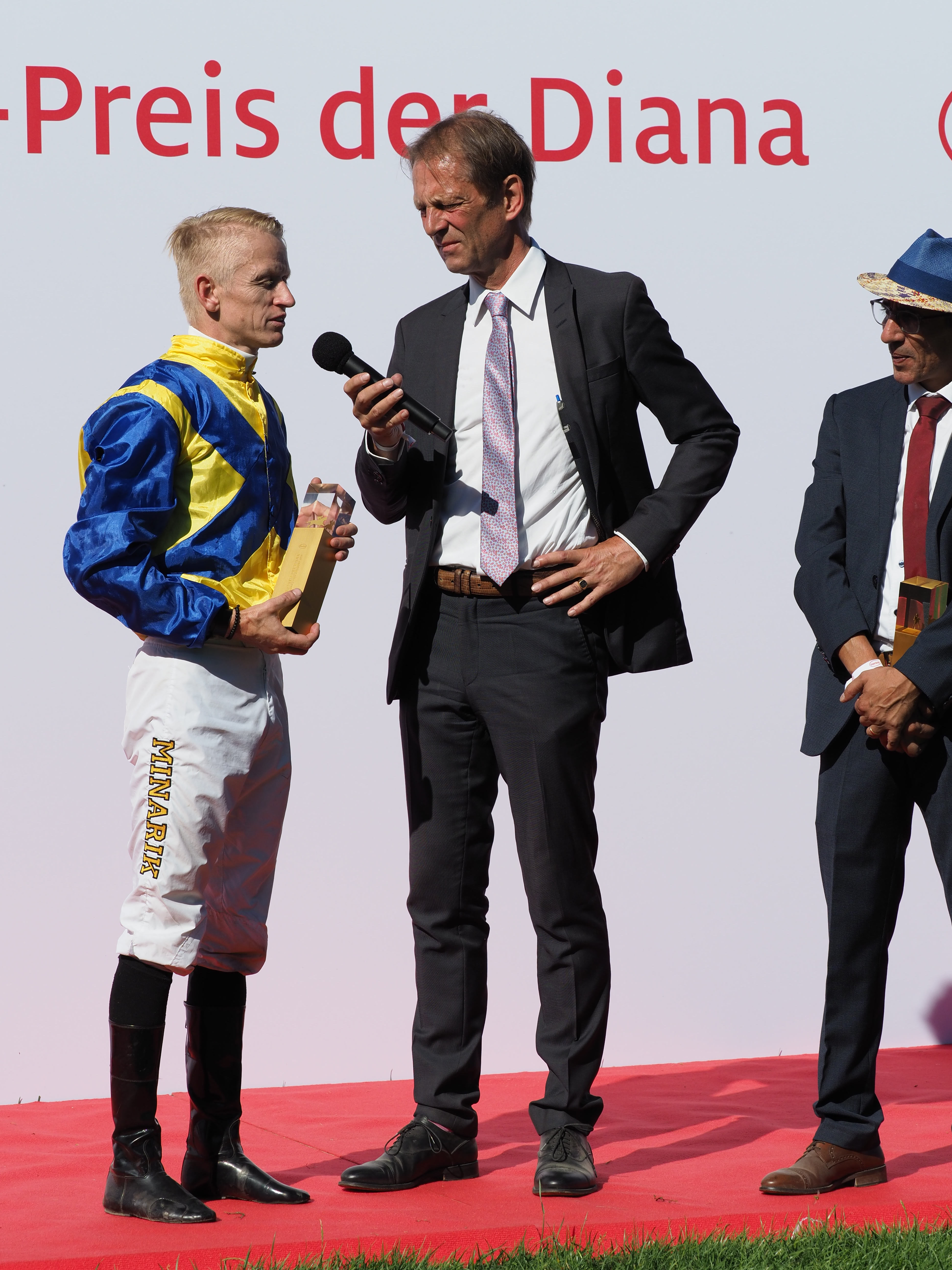
Interview mit Filip Minarik
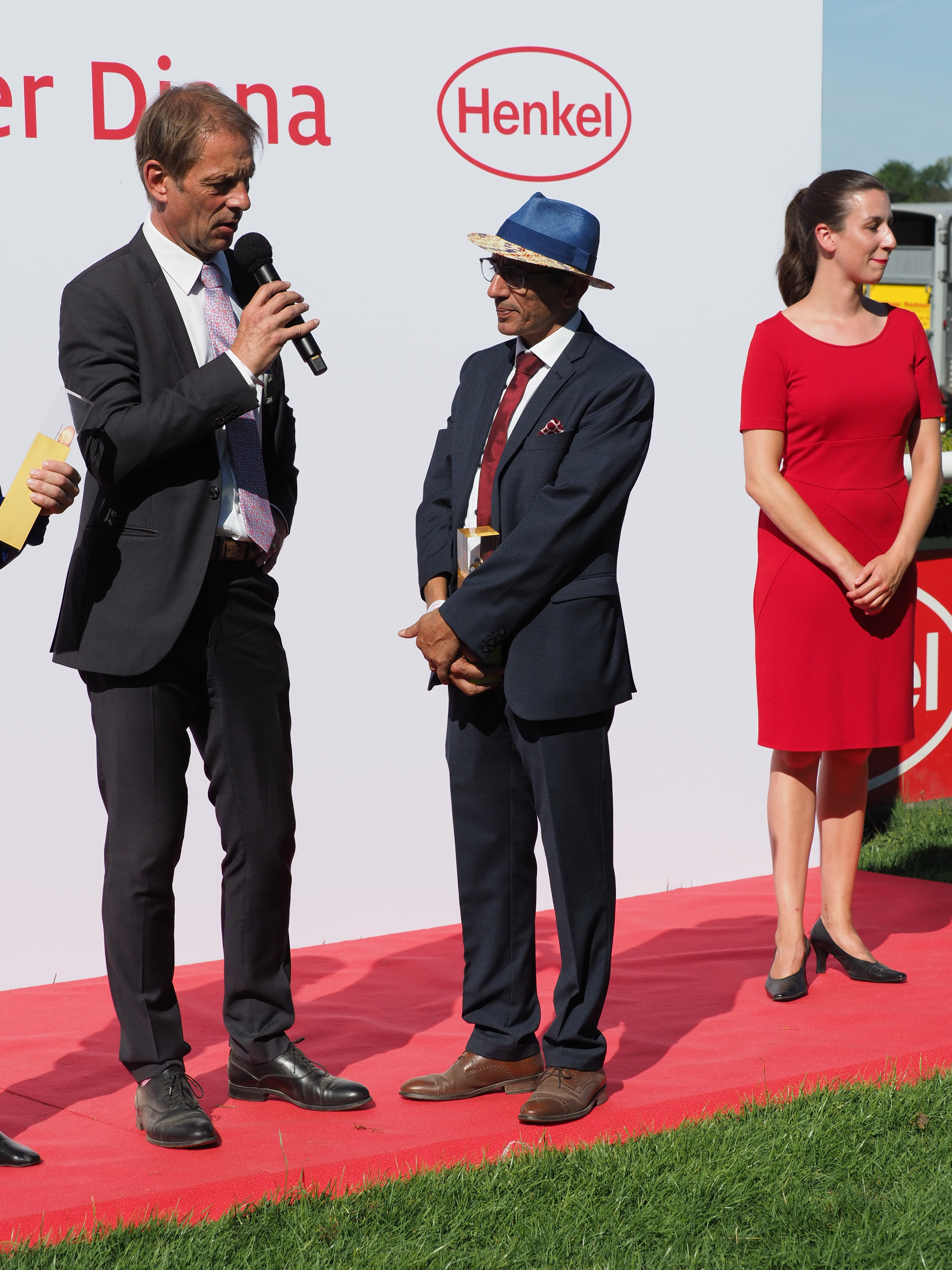
Trainer Jean-Pierre Carvalho
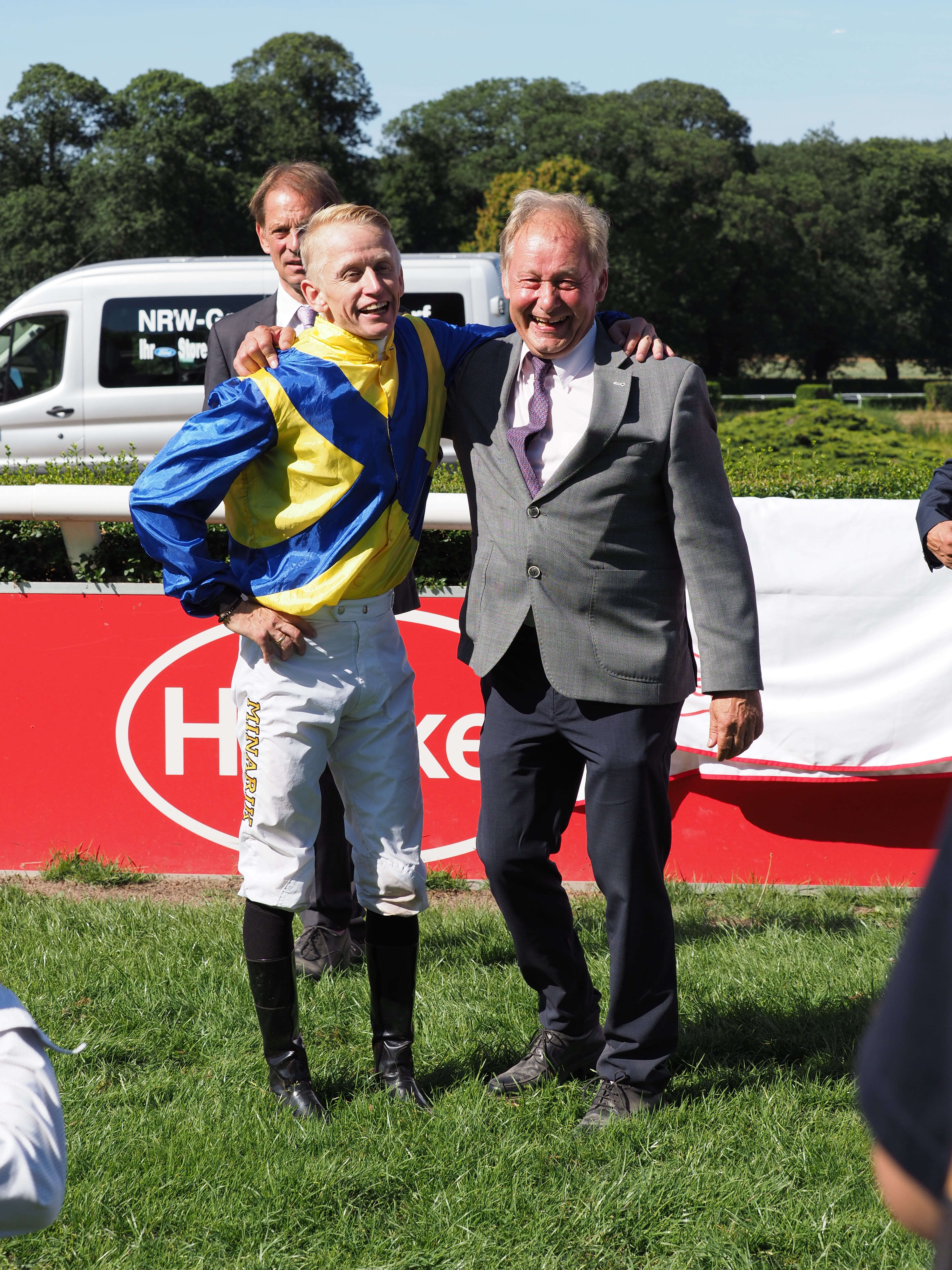
Filip Minarik und Gebhard Apelt